# Бронзовка Фибера

Бронзовка Фибера (лат. Protaetia fieberi) — вид жуков из семейства пластинчатоусых (Scarabaeidae). Вид включён во второе издание Красной книги РФ присвоена категория 2 (сокращающийся в численности и/или распространении вид).

## Описание
Длина тела 15—25 мм. Верх тела бронзового цвета с медным отливом, пигидий, нижняя сторона тела и ноги медно-красные, часто с синим или фиолетовым отливом, надкрылья несут на себе белые пятна. Тело не широкое, умеренно выпуклое, несколько суженное назад, надкрылья продолговатые. Голова в крупных точках. Переднеспинка поперечная, наиболее широкая у основания, суживающаяся кпереди. На самой середине диска покрыта негустыми и довольно мелкими точками, на остальном пространстве — в довольно густых и более крупных точках, по бокам — в дуговидных точках и удлиненных морщинках, Надкрылья удлиненные, несколько суженные назад. Их околощитковое пространство блестящее, покрытое небольшими простыми точками. Шовный промежуток выпуклый, без острого ребра, покрытый мелкими редкими точками. Заднее околошовное вдавление довольно сильное, покрытое густыми дуговидными точками, с двумя не сильно ясными продольными рядами точек. Белые пятна на надкрыльях обычно мелкие и немногочисленные, поперечные перевязи узкие, обычно разбитые на отдельные пятна, но иногда белые пятна могут отсутствовать вовсе. Пигидий не сильно выпуклый, посредине с неглубокими вдавлениями, покрыт густо переплетающимися морщинками и короткими жёлтыми волосками, с рисунком, образованным белыми пятами — 2 продольные неровные полосы, иногда разбитые на отдельные пятна, а также по одному пятну по бокам.
От золотистой бронзовки (Cetonia aurata) отличается гладким блестящим приподнятым околошовным участком надкрылий и широким отростком среднегруди между средней парой ног.

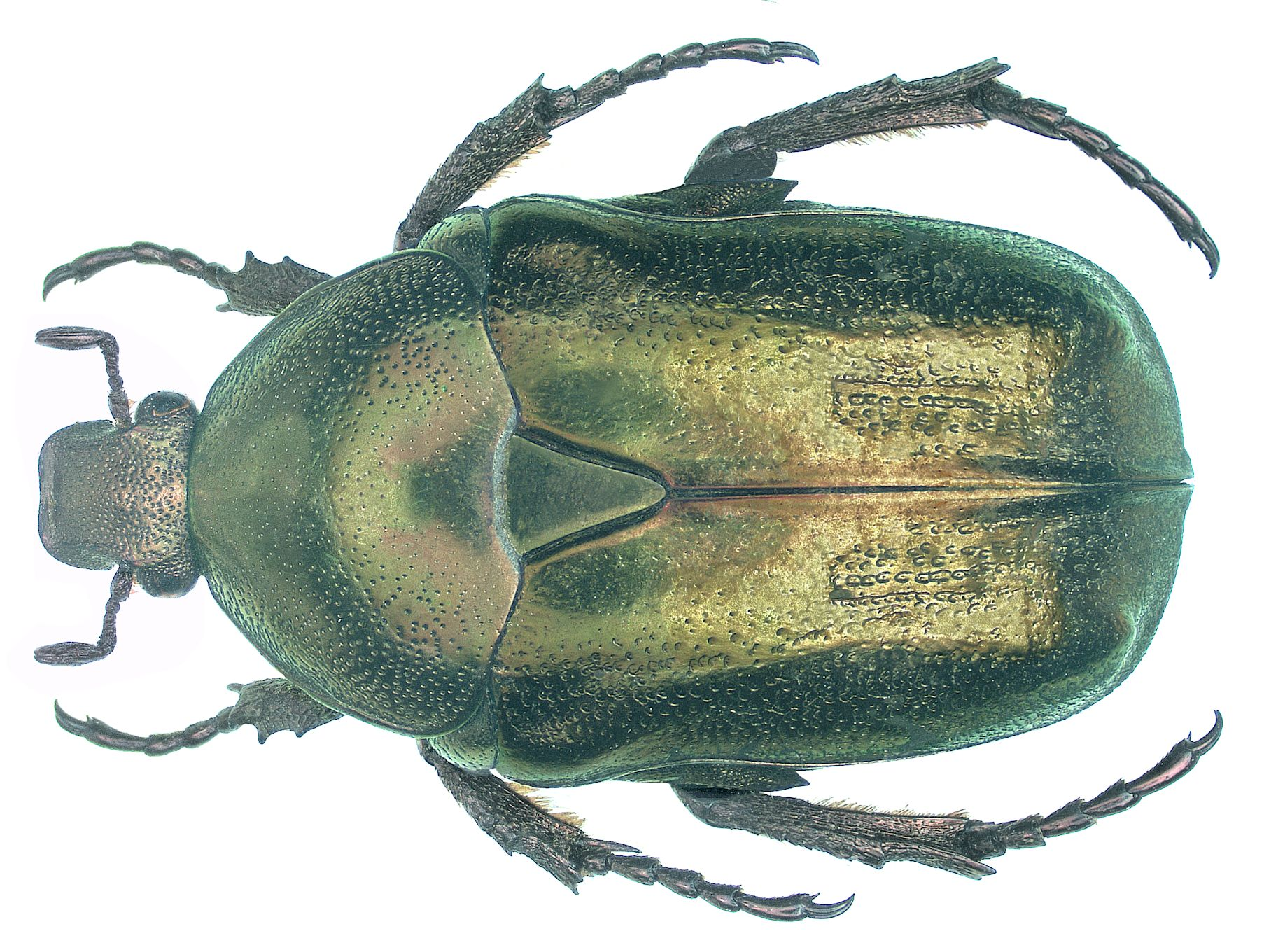
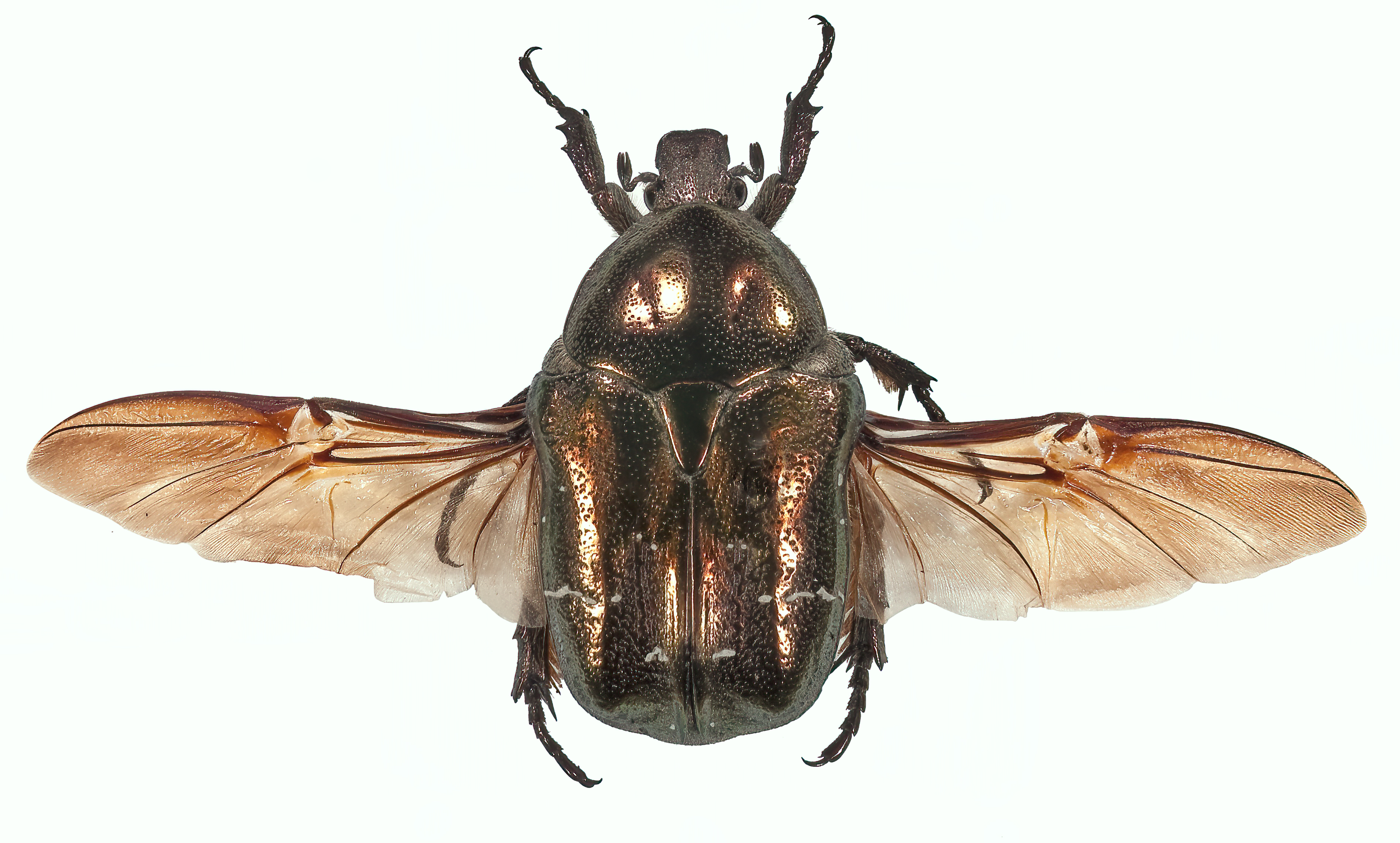

## Ареал
Европейский неморальный вид, который населяет южную и среднюю Европу от берегов Атлантики до реки Волга. В Центре Европейской России распространён на северной границе ареала, преимущественно на юге лесной зоны, местами и в лесостепной зоне, локален и очень редок.

## Биология
Вид приурочен к широколиственным и смешанным лесам с дубами. Жуки встречаются с мая до конца лета. Встречаются на вытекающем соке дубов и других лиственных пород, а также на цветущем шиповнике. Численность на большей части ареала находится на довольно низком уровне.
Личинки развиваются в мертвой древесине лиственных деревьев, в дуплах, особенно дубов, а также груши, тополя, ивы и ряда других лиственных деревьев. Цикл развития длится 1-2 года. Зимует личинка.